# Poa stenantha var. stenantha
Poa stenantha var. stenantha là một phân loài cỏ trong họ hòa thảo, thuộc chi poa.